# The Mynah Birds
The Mynah Birds est un groupe de musique canadien de rhythm and blues formé à Toronto en Ontario et actif de 1964 à 1967. Bien que le groupe n'ait jamais sorti d'album, il est connu parce que plusieurs de ses musiciens ont eu par la suite une carrière notable dans la musique.
Au cours de sa courte existence, le groupe a été constitué d'un grand nombre de membres dans différentes configurations ; la plus mémorable inclut Rick James, Neil Young, Bruce Palmer (en), Rickman Mason et John Taylor. Rick James devint plus tard une star majeure du funk dans les années 1970 et 1980. Young et Palmer seront également deux des membres fondateurs du groupe Buffalo Springfield. Après avoir quitté Buffalo Springfield en 1968, Neil Young va atteindre une plus grande renommée dans une carrière solo. Goldy McJohn (en) et Nick St. Nicholas (en) deviendront plus tard les membres du groupe de rock Steppenwolf. En outre, une des configurations de 1967 des Mynah Birds comportera la présence de Neil Merryweather (en).